# Xã Midland, Quận Lyon, Iowa
Xã Midland (tiếng Anh: Midland Township) là một xã thuộc quận Lyon, tiểu bang Iowa, Hoa Kỳ. Năm 2010, dân số của xã này là 136 người.